# Сарибалик (Доволенський район)
Сарибалик (рос. Сарыбалык) — присілок у Доволенському районі Новосибірської області Російської Федерації.
Входить до складу муніципального утворення Красногривенська сільрада. Населення становить 257 осіб (2010).

## Історія
Згідно із законом від 2 червня 2004 року органом місцевого самоврядування є Красногривенська сільрада.

## Населення
| 2002 | 2007 | 2010 |
| ---- | ---- | ---- |
| 300  | ↗301 | ↘257 |